# Otto Lenel
Otto Lenel, né le 13 décembre 1849 à Mannheim et mort le 7 février 1935 à Fribourg-en-Brisgau, est un universitaire allemand spécialiste de l'histoire du droit et du droit romain.

## Vie et carrière
Otto Lenel est né à Mannheim, fils de Moritz Lenel et de Caroline Scheuer.
Il est volontaire pour la guerre franco-allemande de 1870-1871.
Après la guerre, il entreprend des études de droit dans les universités de Heidelberg, Leipzig et Berlin. En 1876, il obtient son habilitation pour enseigner en université à Leipzig. Il devient professeur d'université à Kiel (1882), puis Marbourg (1884), Strasbourg (1885) dont il devient le recteur en 1895, enfin à Fribourg (1907).
L'un des plus importants historiens du Droit, il est reconnu internationalement pour ses travaux en droit romain et gratifié de deux livres d'hommages par ses pairs (en 1899 et en 1909). À l'occasion de ses 80 ans, en 1929, il est honoré par une lettre de félicitations présentant l'hommage de professeurs de 100 universités de plus de vingt pays de tous les continents.
Ébranlé par les persécutions nazies, il meurt en 1935.

## Famille
Sa veuve et sa fille sont déportées au camp de Gurs le 22 octobre 1940. Son épouse y meurt le 7 novembre suivant.

## Travaux
Otto Lenel est reconnu pour deux œuvres majeures.
À partir des nombreux extraits cités dans le Digeste principalement (ou d'autres travaux juridiques de l'Antiquité), il recompose l'armature et une partie du texte de l'Édit perpétuel (texte fondamental du droit romain progressivement composé par les préteurs lors de leur entrée en charge et qui s'est figé à l'époque d'Hadrien avec la rédaction définitive composée par le jurisconsulte Publius Salvius Iulianus). Cette reconstitution est publiée en 1883 (3e édition en 1927) à Leipzig.
De 1887 à 1889, Lenel publie des Palingenesiae Iuris Ciuilis. Cet ouvrage résulte de la compilation par auteurs des extraits des jurisconsultes dont est composé le Digeste et de multiples fragments complémentaires. Le titre complet est Paligenesiae Iuris Ciuilis : Iuris Consultorum Reliquae quae Iustiniani Digestis continentur Ceteraque Iurisprudentiae Ciuilis Fragmenta (Palingésies de Droit Civil : Extraits des Jurisconsultes contenues dans le Digeste de Justinien et des autres fragments de Jurisprudence civile). Le savant allemand publie et résout à cette occasion une multitude d'interpolations et de rectifications des textes sources. Il accomplit et publie avec cet ouvrage un travail commencé bien avant lui, sous l'impulsion de Friedrich Carl von Savigny.
Outre ses travaux en droit romain classique, Lenel publie de nombreux articles relatifs au droit civil allemand de son époque.

## Publications de Lenel
- Veröffentlichungen (Auswahl)
- Über Ursprung und Umfang der Exceptionen, 1876.
- Parteiabsicht und Rechtserfolg, 1881.
- Das Edictum perpetuum. Ein Versuch zu seiner Wiederherstellung, mit dem für die Savigny-Stiftung ausgeschriebenen Preise gekrönt, Leipzig 1927; zuerst 1883 (Digitalisat; PDF; 54,6 MB).
- Palingenesia juris civilis, 2 vols., 1887–1889.
- Die Lehre von der Voraussetzung (im Hinblick auf den Entwurf des bürgerlichen Gesetzbuches), in: AcP 74 (1889), pp. 213–239.
- Stellvertretung und Vollmacht, 1896.
- Ueber die Reichsverfassung, 1920.

## Sources
Article composé en partir des articles Wikipédia en anglais et en allemand.